# ジャスティス (コミック)
『ジャスティス』（原題：Justice）は、2005年から2007年にかけてDCコミックスから出版されたアメリカン・コミック。ライターはアレックス・ロスとジム・クルーガー、アートはアレックス・ロスとダグ・ブレイスウェイト。日本語版は2016年にヴィレッジブックスから2冊にまとめられ出版された。

## あらすじ
数人のスーパーヴィランがある時期から、世界中が核爆発によって壊滅的な被害を受けジャスティス・リーグすらも手に負えない大規模な災害が起きる悪夢を見る。トイマン、スケアクロウ、ポイズン・アイビー、キャプテン・コールドは様々な土地へ赴き、自らの能力を使って飢餓や身体の不自由に苦しむ人々を救済し始める。ブラックマンタはアクアマンを捕まえて海底に設置された球体の都市へ連れていく。
失踪したアクアマンの行方を調査していたレッドトルネードは、アクアマンが発したテレパシーのヒントに気付いた直後、何者かによって襲われウォッチタワーも破壊されてしまう。スーパーマン、フラッシュ、グリーンランタン、ホークマン、ホークウーマン、グリーンアロー、ブラックキャナリー、アトムも次々と襲われていく。ワンダーウーマンはチーターによってケンタウロスの呪いを受けて重傷を負い、余命僅かとなってしまう。
レックス・ルーサー、リドラー、ポイズン・アイビー、ブラックマンタはブレイニアックの技術を利用して球体の内部に建設した人工都市を作り、世界へ向けて危機について警告し人々を招待していく。この人工都市の球体は世界中に配備されていた。

## 登場人物

### ジャスティス・リーグ
| - スーパーマン - バットマン - ワンダーウーマン - ザ・フラッシュ - グリーンランタン - マーシャン・マンハンター - アクアマン | - グリーンアロー - ブラックキャナリー - ホークマン - ホークウーマン - アトム - キャプテン・マーベル - エロンゲイテッドマン | - メタモルフォ - ファントム・ストレンジャー - プラスチックマン - レッドトルネード - ザターナ |

### リージョン・オブ・ドゥーム
| - レックス・ルーサー - ブレイニアック - ゴリラ・グロッド - ブラックマンタ - キャプテン・コールド - リドラー | - ポイズン・アイビー - チーター - トイマン - シネストロ - ビザロ - メタロ | - パラサイト - ソロモン・グランディ - スケアクロウ - クレイフェイス - ジャイガンタ - ブラックアダム |

### その他
- ジョーカー
- トゥーフェイス
- ドクター・シヴァナ（英語版）

## 書誌情報

### 翻訳版
- ジャスティス Vol.1 (#1-7) ISBN 978-4-8649-1316-4
- ジャスティス Vol.2 (#8-12) ISBN 978-4-8649-1320-1

### 原語版
- Justice Vol.1 (#1–4) ISBN 978-1-4012-0969-8
- Justice Vol.2 (#5–8) ISBN 978-1-4012-1206-3
- Justice Vol.3 (#9–12) ISBN 978-1-4012-1467-8
- Absolute Justice (#1–12) ISBN 978-1-4012-2415-8
- Justice (#1–12) ISBN 978-1-4012-3526-0